# Союз борьбы молодых
«Союз борьбы молодых» (пол. Związek Walki Młodych, ZWM) — подпольная антифашистская молодёжная военно-политическая организация, которая была создана в декабре 1942 года в Варшаве. Являлась молодёжной организацией Польской рабочей партии.

## История

### в период немецкой оккупации (1942—1945)
Одним из направлений деятельности антифашистских подпольных организаций было привлечение новых сторонников, в том числе — среди молодёжи. В 1942 году в Варшаве были созданы и действовали молодёжные объединения и «группы самообразования», объединявшие молодежь левых (коммунистических и социалистических) убеждений, в которых шла организационная, агитационно-пропагандистская работа, проходили дискуссии на общественно-политические темы.
Активисты «групп самообразования» участвовали в деятельности подпольных организаций — собирали информацию, распространяли газеты, расклеивали листовки, выполняли иные поручения.
В декабре 1942 года состоялось первое организационное собрание, в котором приняли участие руководители нескольких молодёжных объединений: Ханна Шапиро-Савицкая («Ганка»), Зофья Яворская («Данка»), Ежи Моравский («Юрек»), Ванда Зеленчик («Дзюла»), Зофья Ярошевич («Кася»). На собрании было принято решение о создании на основе нескольких «групп самообразования» и молодёжных объединений единой антифашистской организации и широком привлечении польской молодёжи к борьбе с оккупантами.
Организация начала издание еженедельной газеты «Борьба молодых» («Walka Młodych»).
- в первом номере газеты была опубликована программная статья «За что мы боремся» (Dlaczego i po co walczymy);
- во втором номере газеты, вышедшем 6 марта 1943 года, была опубликована ещё одна программная статья Ханны Савицкой («Wiedza orężem walki»), призывавшая молодёжь к участию в вооружённой борьбе с немецким фашизмом.

Первоначально, деятельность ZWM проходила в Варшаве, её пригородах и ближайших окрестностях.
Весной 1943 года к ZWM присоединились несколько молодёжных групп: в Лодзи («Лучистые» и «Орлята») и в Жешувском воеводстве — здесь была создана организация, которую возглавил Казимеж Ныцек («Казик»), но уже летом 1943 года она была разгромлена немцами.
Также, весной 1943 года были созданы первые боевые группы ZWM, которые возглавил Тадеуш Ольшевский («Завиша»), группы находились в прямом подчинении командования Варшавского района Гвардии Людовой.
Одной из первых боевых операций ZWM стал поджог здания немецкой казармы на улице Черняковской (ul. Czerniakowska) в Варшаве, который выполнил лично Тадеуш Ольшевский.
18 марта 1943 года в Варшаве состоялась встреча руководства ZWM, в которой приняли участие председатель ZWM Ханна Савицкая, руководитель боевой организации ZWM Т. Ольшевский, Я. Стшешевский и Болеслав Ковальский («Янек»). Место встречи было окружено агентами гестапо и полицией, в результате перестрелки на улице Мостовой погибли Я. Стшешевский и Т. Ольшевский, тяжело ранена и схвачена Х. Савицкая (она скончалась на следующий день в тюрьме), ответными выстрелами был убит один сотрудник гестапо.
Гибель руководства организации стала серьёзным ударом для ZWM. Новым руководителем организации стал Ян Красицкий («Казик»), новым руководителем боевой организации — Тадеуш Доманьский («Тадек»). После того, как в мае 1943 года Доманьский был арестован гестапо, новым руководителем боевой организации стал Мирослав Краевский («Петрек»).
В ночь с 15 на 16 мая 1943 имел место ещё один провал - во время облавы на конспиративной квартире Галины Оконской (Варшава, ул. Вольская, 54) гестапо были арестованы активисты ZWM Рысек Тарчинский и "К.", а также ожидавший отправки в партизанский отряд бежавший советский военнопленный, Г. Оконская и её мать.
Летом 1943 года было утверждено наименование организации — «Союз борьбы молодых».
21 июля 1943 года была арестована гестапо Ванда Зеленчик, в дальнейшем она была расстреляна вместе с родителями и сестрой.
2 сентября 1943 года в Жолибоже при задержании был убит Ян Красицкий («Казик»), после его гибели ZWM возглавила Зофья Яворская.
В сентябре 1943 года руководство организации (Zarząd Główny ZWM) опубликовало Программную декларацию (Deklarację programową), в которой были названы основные цели и направления деятельности ZWM.
Осенью 1943 года начинается распространение деятельности ZWM за пределы Варшавы.
В апреле 1944 года было принято решение распространить деятельность ZWM на всю территорию Польши.
В конце 1943 года при Союзе борьбы молодых было создано специальное военное подразделение — первоначально взвод, вскоре развернутый в роту, а в июле 1944 года — в батальон «Чвартаки». Командиром подразделения стал Лех Кобылинский («Конрад»).
1 января 1945 года в бою с немцами погиб Мирослав Краевский («Петрек»).

#### Деятельность
В своей деятельности, ZWM взаимодействовал с Польской рабочей партией, Гвардией Людовой и Армией Людовой. Деятельность ZWM в период оккупации принимала различные организационные формы.
- 11 июля 1943 (Варшава) — три боевые группы забросали гранатами столичное кафе-клубе «Café Club» для немецких офицеров;
- 23 октября 1943 — атака на столичный ресторан «Бар Подляский» («Bar Podlaski») на ул. Новогродской, предназначенный «только для членов СС и сотрудников полиции»[6]
- 22 декабря 1943 (Варшава) - перестрелка с жандармами у завода "Голембовский и сыновья" на улице Мадалиньского[7]
- 28 мая 1944 активистами варшавской организации ZWM был взорван железнодорожный мост на улице Подскарбиньской (хотя сработали не все заложенные заряды взрывчатки, в результате диверсии мост получил повреждения, и движение по мосту было остановлено на срок свыше 10 часов)[8]
- в 1944 году активисты варшавской секции ZWM приняли участие в Варшавском восстании.

### в Польше (1944—1948)
В 1944-1945 гг. на освобожденных территориях начинали действовать оперативные группы ZWM, которые занимались организационно-массовой работой (проводили митинги, принимали новых активистов, создавали местные ячейки), участвовали в проведении земельной реформы и ремонтно-восстановительных работах. Поскольку одной из главных задач военного времени являлось создание польской армии, многие активисты были направлены на военную службу в Войско Польское или на учёбу в военно-учебные заведения.
После окончания войны, активисты ZWM принимали участие в государственном строительстве Польской народной республики. Они принимали активное участие в проведении Народного референдума 1946 года и выборах в Сейм 1947 года. Многие из них были приняты на государственную службу.
6 ноября 1945 года ZWM, молодёжная крестьянская организация "Вици" и связанная с РППС организация социалистической молодёжи ОМ ТУР подписали декларацию о единстве действий.
В 1946 году состоялся 1-й слёт ZWM, на котором главной задачей организации было объявлено активное участие в восстановлении разрушенной войной страны. В 1946 году активистка ZWM Галина Липинская выступила с призывом начать трудовое соревнование.
21 июля 1948 года Союз борьбы молодых вошел в состав единой молодёжной организации — Союза польской молодёжи.

## Память
Деятельность Союза борьбы молодых, отдельных активистов ZWM и их операции нашли отражение в монументальном и изобразительном искусстве, поэзии, кинофильмах, литературно-художественных и публицистических произведениях. После окончания войны были открыты посвященные ZWM экспозиции в музеях, установлены памятники, названы улицы.
- улица Союза Борьбы Молодых (ul. Związku Walki Młodych) в Варшаве